# Kelle
Kelle is een bestuurslaag in het regentschap Timor Tengah Selatan van de provincie Oost-Nusa Tenggara, Indonesië. Kelle telt 2052 inwoners (volkstelling 2010).